# Чемпіонат України з гандболу серед жінок 1997—1998
Чемпіонат України з гандболу серед жінок 1997/1998 — сьомий чемпіонат України

## Вища ліга «А»

### Перший етап
| № | Команда                | І  | В  | Н | П  | М       | О  |
| - | ---------------------- | -- | -- | - | -- | ------- | -- |
| 1 | «Мотор» Запоріжжя      | 21 | 19 | 0 | 2  | 590-377 | 38 |
| 2 | «Спартак-ВАБанк» Київ  | 21 | 18 | 0 | 3  | 616-433 | 36 |
| 3 | «Галичанка» Львів      | 21 | 16 | 0 | 5  | 564-394 | 32 |
| 4 | «Автомобіліст» Бровари | 21 | 12 | 0 | 9  | 589-483 | 24 |
| 5 | «Карпати» Ужгород      | 21 | 9  | 0 | 12 | 484-517 | 18 |
| 6 | «Мотор-2» Запоріжжя    | 21 | 5  | 0 | 16 | 445-642 | 10 |
| 7 | «Дніпрянка» Херсон     | 21 | 4  | 1 | 16 | 393-593 | 6  |
| 8 | «Інгул» Кіровоград     | 21 | 0  | 1 | 20 | 380-622 | 1  |

Найкращі чотири команди продовжили боротьбу за нагороди у другому етапі.

### Другий етап[1]
| № | Команда                | І  | В  | Н | П  | М       | О  |
| - | ---------------------- | -- | -- | - | -- | ------- | -- |
|   | «Мотор» Запоріжжя      | 33 | 28 | 0 | 5  | 868-624 | 56 |
|   | «Спартак-ВАБанк» Київ  | 33 | 24 | 1 | 8  | 895-706 | 49 |
|   | «Галичанка» Львів      | 33 | 23 | 1 | 9  | 823-634 | 47 |
| 4 | «Автомобіліст» Бровари | 33 | 13 | 0 | 20 | 859-809 | 26 |

### Символічна збірна за версієюгазети «Команда»
- Воротар: Наталія Митрюк («Спартак-ВАБанк»)
- Ліва крайня: Тетяна Новикова («Мотор»)
- Ліва напівсередня: Олена Цигиця («Галичанка»)
- Розігруюча: Лариса Ковальова («Мотор»)
- Права напівсередня: Марина Вергелюк («Спартак-ВАБанк»)
- Права крайня: Олена Яценко («Спартак-ВАБанк»)
- Лінійна: Лариса Харланюк («Автомобіліст»)
- Тренер чемпіонату: Леонід Євтушенко («Спартак-ВАБанк»)